# IC 1461
IC 1461 ist eine Balken-Spiralgalaxie vom Hubble-Typ SBc im Sternbild Pegasus am Nordsternhimmel. Sie ist schätzungsweise 418 Millionen Lichtjahre von der Milchstraße entfernt und hat einen Durchmesser von etwa 75.000 Lj. 

Im selben Himmelsareal befinden sich u. a. die Galaxien NGC 7437, NGC 7442, NGC 7448, NGC 7461.
Das Objekt wurde am 20. Oktober 1889 von Lewis Swift entdeckt.